# 海恩德曼 (肯塔基州)
海恩德曼（英語：Hindman，當地 /ˈhaɪndmən/），是美国肯塔基州的一座城市。建立于1884年，面积约为8平方公里（3.1平方英里）。根据2010年美国人口普查，该市的人口为777人。